# 羽下徳彦
羽下 徳彦（はが のりひこ、1934年1月6日 - ）は、日本史学者、東北大学名誉教授。

## 略歴
東京生まれ。東京大学文学部国史学科卒、1961年同大学院博士課程満期退学。
東洋大学文学部講師、助教授、東京女子大学助教授を経て、1976年東北大学文学部助教授、教授、1997年定年退官、名誉教授となる。
中世史が専門。

## 親族
- 羽下修三 - 父、彫刻家。

## 著書
- 『惣領制』 (日本歴史新書)至文堂 1966
- 『中世日本の政治と史料』吉川弘文館 1995
- 『点景の中世 武家の法と社会』吉川弘文館 1997

### 編著
- 『北日本中世史の研究』編 吉川弘文館 1990
- 『中世の政治と宗教』編 吉川弘文館 1994
- 『中世の地域社会と交流』編 吉川弘文館 1994
- 『中世の地域と宗教』編 吉川弘文館 2005
- 『中世の社会と史料』編 吉川弘文館 2005

### 校訂
- 『歴代古案』第1-5 阿部洋輔,金子達共校訂 史料纂集 古文書編 続群書類従完成会 1993-2002
- 『別本歴代古案』第1-3 阿部洋輔, 金子達共校訂  史料纂集 古文書編 八木書店 2008-2011

### 記念論集
- 『中世の杜 羽下徳彦先生退官記念論集』東北大学文学部国史研究室中世史研究会 1997

## 論文
- <羽下徳彦